# 米谷帆芽
米谷 帆芽（よねや ほのか、1997年8月21日 - ）は、日本の元女子バスケットボール選手である。ポジションはパワーフォワード。

## 来歴
北海道出身。
札幌山の手高校でウィンターカップベスト16を経験し、桐蔭横浜大に進学。
卒業後、アイシン ウィングスに加入。
2023年、退団。トヨタ紡織サンシャインラビッツに移籍。
2025年、現役引退。